# Guilty of Romance
Guilty of Romance (jap. 恋の罪, Koi no Tsumi) ist ein japanischer Film aus dem Jahre 2011 von Sion Sono. Er ist nach Love Exposure und Cold Fish der Abschluss von Sonos „Hass“-Trilogie.

## Handlung
Kommissarin Yoshida ermittelt in der „Szene“ in Shibuya wegen des Mordes an einer jungen Frau und muss sich nun auf eine düstere Suche nach der Identität der zerstückelten Leiche begeben, die sie zu Izumi und Mitsuko führt. Izumi ist mit einem erfolgreichen Schriftsteller verheiratet, der streng seinem pedantischen Arbeitsrhythmus folgt. Früh morgens macht er sich auf den Weg an einem geheimen Ort, um an seinen Romanen zu schreiben und kommt erst spät nach Hause. Izumi fühlt sich vernachlässigt und ist von ihrem monotonen Leben gelangweilt. Eines Tages wird sie während ihrer Arbeit in einem Supermarkt von einer Model-Agentin zu einem Fotoshooting überredet. Bald merkt sie jedoch, dass es sich um einen Porno-Dreh handelt. Dabei entdeckt sie die Lust am Verbotenen und sexuellen Abenteuern. Bei ihren Abenteuern lernt sie die Literatur-Dozentin Mitsuko kennen, die sich nebenbei prostituiert und Izumi in die Abgründe sexueller Dienstleistungen und in die Love Hotels einführt. Dabei kommt immer wieder Franz Kafkas Roman Das Schloss als Metapher vor.

## Musik
Das Adagietto aus Mahlers 5. Sinfonie bildet, so wie in Tod in Venedig, eines der musikalischen Themen des Films. Die Unterlegung der Szenen mit kammermusikalischen Passagen wirkt dabei nicht ironisch, sondern gibt dem „Unerhörten“ eine Struktur zur Entfaltung. Je intensiver die Verstörung wird, desto unermüdlicher setzt Sion Sono das musikalische Thema ein.

## Hintergrund
Die Geschichte basiert lose auf dem Mord an Yasuko Watanabe im Jahre 1997. Sie arbeitete bei TEPCO als Wirtschaftsforscherin, aber nachts prostituierte sie sich in Tokio im Bezirk Shibuya.

## Kritiken
„Das Kino insgesamt wird in Guilty of Romance zu einer Erfahrung von Sinnlichkeit und Distanz, in einem ständigen, höchst formbewussten Wechselspiel zwischen Ermittlung und Verstrickung. Das Reich der Sinne hat hier keine Außenseite mehr, es gibt keine Beobachterposition, auf der uns nicht auch irgendwann die spritzende Farbe treffen könnte, und der Hinweis auf den höheren Blödsinn, der dieser Film sicher auch ist, ist keine Gewähr dagegen, dass einen dieser vielleicht ehrgeizigste aller Erotikthriller nicht doch ein wenig mitnimmt.“

„Guilty of Romance ist ein Spielfeld der ephemeren Lust und zugleich ein Minenfeld der Bedeutungen, über das Sion Sono großzügig mit dem Poesiestreuer drübergegangen ist. Hier trifft das Thema Sex auf eine Gesellschaft, die sich mit Ritualen und Disziplin vor einer überflippigen Welt verschanzt. Will heißen: Einem Blowjob geht bei einem bravem Paar der Knicks der Frau voraus.“

„Im Kino müssen Worte zu Bildern und Körpern, müssen durchlebt und erfahren werden. Wenn das, was sie bezeichnen, jedoch unsichtbar ist – wie ‚Liebe‘ und ‚Schuld‘ – dann werden sie erlitten. Noch hat die Liebe für dich keinen Körper, sagt die Professorin ihrer Schülerin – aber bald. Ihre Verkörperung wird zur Passion von Sonos Kino. Aus den Frauen macht er die Agentinnen dieser Passion. Die Ermordete am Anfang des Films zeigt den Preis dafür an: ihren Tod.“

„Der dritte Teil einer Trilogie der Leidenschaften von Sion Sono ist ein furioser Mix aus wüster Trash-Exploitation, Melodram und theoretischem Essay, der auf den Spuren von Georges Bataille die Überschreitung gesellschaftlicher Grenzen als subversiv-befreienden Akt feiert. Eine schrille weibliche "education sentimentale" als abgründiger Exkurs in obsessive Bereiche menschlichen Empfindens.“